# Едерсон Жозе дос Сантос Лоренсо да Сілва
Едерсон Жозе дос Сантос Лоренсо да Сілва (порт. Éderson José dos Santos Lourenço da Silva, нар. 7 липня 1999, Кампу-Гранді) — бразильський футболіст, півзахисник італійської «Аталанти».

## Ігрова кар'єра
Народився 7 липня 1999 року в місті Кампу-Гранді. Вихованець юнацьких команд футбольного клубу «Деспортіво Бразил». У дорослому футболі дебютував 2017 року виступами за його головну команду «Деспортіво Бразил», що грала у третьому дивізіоні першості штату Сан-Паулу.
2018 року перейшов до «Крузейру», в складі якого дебютував у бразильській Серії A і відіграв за команду з Белу-Орізонті два роки. Згодом грав за «Корінтіанс» і «Форталезу».
У січні 2022 року за 6,5 мільйона євро перейшов до італійської «Салернітани». Гарно зарекомендувавши себе на рівні італійського найвищого дивізіону, вже у липні того ж року отримав запрошення від «Аталанти», якій трансфер бразильця обійшовся вже у 21 мільйон євро.

## Статистика виступів

### Статистика клубних виступів
Станом на 2 вересня 2022
| Сезон                | Команда              | Чемпіонат            | Чемпіонат | Чемпіонат | Національний кубок | Національний кубок | Національний кубок | Континентальні кубки | Континентальні кубки | Континентальні кубки | Інші змагання | Інші змагання | Інші змагання | Усього | Усього | Усього |
| Сезон                | Команда              | Ліга                 | Ігор      | Голів     | Ліга               | Ігор               | Голів              | Ліга                 | Ігор                 | Голів                | Ліга          | Ігор          | Голів         | Ігор   | Голів  |        |
| -------------------- | -------------------- | -------------------- | --------- | --------- | ------------------ | ------------------ | ------------------ | -------------------- | -------------------- | -------------------- | ------------- | ------------- | ------------- | ------ | ------ | ------ |
| 2018                 | «Крузейру»           | A                    | 5         | 0         | КБ                 | 0                  | 0                  |                      | -                    | -                    |               | -             | -             | 5      | 0      |        |
| 2019                 | «Крузейру»           | A                    | 21        | 2         | КБ                 | 0                  | 0                  | КЛ                   | 2                    | 0                    |               | -             | -             | 23     | 2      |        |
| Усього за «Крузейру» | Усього за «Крузейру» | Усього за «Крузейру» | 26        | 2         |                    | 0                  | 0                  |                      | 2                    | 0                    |               | -             | -             | 28     | 2      |        |
| 2020                 | «Корінтіанс»         | ЛП+A                 | 7+16      | 3+0       | КБ                 | 2                  | 0                  | ЛЧ                   | 0                    | 0                    |               | -             | -             | 25     | 3      |        |
| 2021                 | «Форталеза»          | ЛС+A                 | 11+34     | 1+1       | КБ                 | 10                 | 0                  | КЛ+ПК                | 0                    | 0                    |               | -             | -             | 55     | 2      |        |
| січ.-черв. 2022      | «Салернітана»        | A                    | 15        | 2         | КІ                 | -                  | -                  | -                    | -                    | -                    | -             | -             | -             | 15     | 2      |        |
| 2022–23              | «Аталанта»           | A                    | 2         | 0         | КІ                 | -                  | -                  | -                    | -                    | -                    | -             | -             | -             | 2      | 0      |        |
| Усього за кар'єру    | Усього за кар'єру    | Усього за кар'єру    | 111       | 9         |                    | 12                 | 0                  |                      | 2                    | 0                    |               | -             | -             | 125    | 9      |        |

## Досягнення
- Переможець Ліги Європи УЄФА (1):

«Аталанта»: 2023–24